# Шомодь (футбольный клуб)
Шомодь ФК (венг. Somogy FC) — профессиональный венгерский футбольный клуб из города Капошвар, который является административным центром медье Шомодь. Клуб провел шесть сезонов в высшем футбольном дивизионе Венгрии. Наивысшим результатом для команды стало седьмое место в сезоне 1931-32 годов.

## История клуба
Клуб был образован в 1926 году на волне создания в стране профессиональных футбольных клубов, в результате слияния клубов «Капошвар» и «Левенте Доннерварози» под названием «Капошвар» АК. В том же году сменил название на ФК «Шомодь».
Коллектив начинал свои выступления во втором дивизионе чемпионата Венгрии, за два года поднялся до элитного дивизиона. Дебют в высшей лиге состоялся в сезоне 1928-29 годов, который «Шомодь» завершил на 8 месте. Уже следующем году команда заняла последнее место и вылетела в Лигу 2.
За год команда вернула себе место в элите. В 22 матчах первенства второго венгерского дивизиона сезона 1930-31 клуб «Шомодь» забил 108 голов . Половина из них на счету нападающего Свая Явора .
Чемпионат 1931-32 годов «Шомодь» завершил на седьмом месте, самом высоком за всю историю существования. Следующие два чемпионата команда завершала на одиннадцатой позиции. Вылет состоялся в сезоне 1934-35 годов .
По завершении чемпионата состоялось слияние клуба «Шомодь» с клубом «Печ-Баранья» с созданием нового клуба под названием «Шомодь-Баранья». Команда просуществовала один год и была расформирована.

## Названия команды
- 1926 — АК «Капошвар»
- 1926—1935 — ФК «Шомодь»
- 1935—1936 — ФК «Шомодь-Баранья»

## Игроки
Многие известные венгерские футболисты выступали в составе клуба «Шомодь» в начале своей карьеры, или перед её завершением.
- Анталь Лика (1927) — четырёхкратный чемпион Венгрии в составе «Ференцвароша», игрок сборной Венгрии, успешный тренер
- Янош Кевеш (1927—1929, 1931—1932) — двукратный чемпион Венгрии в составе «Уйпешта», игрок сборной Венгрии
- Золтан Блум (1928—1930) — многолетний капитан «Ференцвароша» и сборной Венгрии, четырёхкратный чемпион Венгрии, успешный тренер
- Вильмош Дан (1929—1930) — чемпион Венгрии в составе «Ференцвароша», игрок сборной Венгрии
- Свай Явор (1929—1931) — двукратный чемпион Венгрии в составе «Уйпешта», многократный чемпион Венгрии в качестве тренера
- Ласло Пешовник (1929—1930) — игрок сборной Венгрии
- Петер Йоош (1931—1934) — двукратный чемпион Венгрии в составе «Уйпешта»
- Йожеф Петер (1931—1932) — игрок сборной Венгрии, призёр чемпионата Венгрии в составе «Уйпешта»

## Выступления в чемпионате Венгрии
| Сезон   | Лига                                | Класс | Место | Количество команд | Очков | Кубок Венгрии |
| ------- | ----------------------------------- | ----- | ----- | ----------------- | ----- | ------------- |
| 1926-27 | 2 Лига профессионального чемпионата | 2     | 5     | 14                | 33    |               |
| 1927-28 | 2 Лига профессионального чемпионата | 2     | 1     | 12                | 35    |               |
| 1928-29 | 1 Лига профессионального чемпионата | 1     | 8     | 12                | 17    |               |
| 1929-30 | 1 Лига профессионального чемпионата | 1     | 12    | 12                | 15    |               |
| 1930-31 | Профессиональная 2 Лига             | 2     | 1     | 12                | 38    |               |
| 1931-32 | Профессиональная 1 Лига             | 1     | 7     | 12                | 16    |               |
| 1932-33 | Профессиональная 1 Лига             | 1     | 11    | 12                | 9     |               |
| 1933-34 | Профессиональная 1 Лига             | 1     | 11    | 12                | 14    |               |
| 1934-35 | Профессиональная 1 Лига             | 1     | 12    | 12                | 6     |               |
| 1935-36 | Профессиональная 2 Лига             | 2     | 2     | 14                | 37    |               |